# 美少女ヌードル
『美少女ヌードル』（びしょうじょヌードル）は、2012年4月2日から9月28日までテレビ朝日で放送されたバラエティ番組。日替わりで美少女がラーメンを食べるというシンプルなミニ枠番組。総放送回数は125回。
番組コンセプトは「美少女vs人気ラーメン店」。モデル・アイドル・女優など美少女たちがラーメンを真剣に食べ尽くす姿を独特の映像美で届ける食エンターテインメントとされた。

## 構成
オープニング
その日担当の美少女が「私とヌードル?」とコール。その直後に「○○（担当の美少女の名前）×△△（ラーメン店の屋号）」のテロップ、テーマソングとなるレッド・ツェッペリンの「Immigrant Song」（邦題：「移民の歌」）が流れ、ナレーター来宮良子による「美少女ヌードゥル」（noodleの正しい発音）のタイトルコールでスタート。
本編
最初に食べたスープ・具材・麺を「ファーストタッチ」と呼び、完食を目指す。基本的にはスープや具材を最初に食べ、麺を後から食べるのが基本だが、最初に口にするのが麺の場合もある。
7月頃より食事中に店主の表情ややり取りらしきナレーションが入ることが多くなっていた。
ほぼ完食の状態になると丼に取付けられた小型CCDカメラの映像に切り替わり、残ったスープを丼から飲み干すショットで終了。
内容的にはラーメン版『全力坂』というテイストである。第86回では実際に、テレビドラマ『ボーイズ・オン・ザ・ラン』との連動企画で『全力坂』ともコラボレーションが行われ、同ドラマ主演の丸山隆平が出演。ラーメン店関係者を除く当番組唯一の男性出演者でもある。
最終回は森三中の黒沢かずこが出演した。
CM
スポンサーはZOZOTOWN。
当初はCMもその日出演の美少女がやファッションコーディネートを紹介し、プレゼントするコーナー形式を取った。これはZOZOTOWNがテレビCMの制作・放映をしていないためである。
2012年6月に予約販売専用カタログ雑誌「ZOZOCATALOG」（ゾゾカタログ）を創刊することになり、同年5月頃よりテレビCMが制作・放送されるようになった。このため、その後は通常形態のCMとなった。なお、「ZOZOCATALOG」は番組終了とほぼ同時期の同年9月に発行休止となっている。
エンディング
映像はその日のハイライトシーンとなり、スポンサー読みと「提供 ZOZOTOWN」のテロップを表示。さらに次回の予告テロップで番組終了。

## 出演
1. 4月2日 - メロディー洋子
2. 4月3日 - 木口亜矢
3. 4月4日 - 青山レイラ
4. 4月5日 - 市川奈央
5. 4月6日 - 松嶋初音
6. 4月9日 - 渡辺枝里子
7. 4月10日 - 知念沙也樺
8. 4月11日 - 仁藤みさき
9. 4月12日 - 斉藤夏美
10. 4月13日 - 柏木美里
11. 4月16日 - にわみきほ
12. 4月17日 - 梶原麻莉子
13. 4月18日 - 清水ゆう子
14. 4月19日 - 佐藤飛鳥
15. 4月20日 - 原杏奈
16. 4月23日 - 谷澤恵里香
17. 4月24日 - くぼたみか
18. 4月25日 - 西田麻衣
19. 4月26日 - 時東ぁみ
20. 4月27日 - 石原あつ美
21. 4月30日 - 後藤郁
22. 5月1日 - 濱田准
23. 5月2日 - 中島茜
24. 5月3日 - 咲世子
25. 5月4日 - 高松リナ
26. 5月7日 - 光上せあら
27. 5月8日 - 望月みさ
28. 5月9日 - 八木のぞみ
29. 5月10日 - 鈴木咲
30. 5月11日 - 丸高愛実
31. 5月14日 - 阪本麻美
32. 5月15日 - 松井絵里奈
33. 5月16日 - 仲村瑠璃亜
34. 5月17日 - ソンミ
35. 5月18日 - 鯉迫ちほ
36. 5月21日 - まつながひろこ
37. 5月22日 - 飯田里穂
38. 5月23日 - 齊藤夢愛
39. 5月24日 - 宇佐美彩
40. 5月25日 - 菅原沙樹
41. 5月28日 - 小泉麻耶
42. 5月29日 - 池田夏希
43. 5月30日 - 高嶋香帆
44. 5月31日 - 五月女璃奈
45. 6月1日 - 山口沙紀
46. 6月4日 - 小林さり
47. 6月5日 - 松田みなみ
48. 6月6日 - 市山京香
49. 6月7日 - 今野杏南
50. 6月8日 - 半田杏
51. 6月11日 - 古川美有
52. 6月12日 - Riena
53. 6月13日 - 伊藤桃
54. 6月14日 - 石山蓮華
55. 6月15日 - 東野佑美
56. 6月18日 - 近藤しづか
57. 6月19日 - 武田るい
58. 6月20日 - 梅野舞
59. 6月21日 - 新部宏美
60. 6月22日 - 青木佳音
61. 6月25日 - 青野楓
62. 6月26日 - 小池里奈
63. 6月27日 - 神坂美羽
64. 6月28日 - 竹田安里
65. 6月29日 - 中村果生莉
66. 7月2日 - 南明奈
67. 7月3日 - 平愛梨
68. 7月4日 - 佐藤江梨子
69. 7月5日 - 丸山隆平
70. 7月6日 - 小島瑠璃子
71. 7月9日 - 千葉夏実
72. 7月10日 - 伊藤優衣
73. 7月11日 - 西崎あや
74. 7月12日 - 西崎莉麻
75. 7月13日 - 渡辺未優
76. 7月16日 - 堀田理紗
77. 7月17日 - 木本夕貴
78. 7月18日 - 湯元美咲
79. 7月23日 - 伊倉愛美
80. 7月24日 - 西本明日香
81. 7月25日 - 森下まい
82. 7月26日 - 山口由里加
83. 7月27日 - 白根マリアンヌ
84. 7月31日 - 工藤ちあき
85. 8月1日 - 福田萌
86. 8月2日 - 岡田紗佳
87. 8月3日 - 葉加瀬マイ
88. 8月6日 - 村山和実
89. 8月7日 - パメラ
90. 8月8日 - 八木菜々花
91. 8月9日 - 久保ユリカ
92. 8月10日 - 細川小百合
93. 8月13日 - 神定まお
94. 8月14日 - 安岡あゆみ
95. 8月15日 - 我謝レイラニ
96. 8月16日 - 福間文音
97. 8月17日 - 和田菜々
98. 8月20日 - 菜乃花
99. 8月21日 - あずさ
100. 8月22日 - 橘ゆりか
101. 8月23日 - 今泉彩良
102. 8月24日 - 陸守絵麻
103. 8月27日 - 名波ゆり
104. 8月28日 - 伊達あい
105. 8月29日 - 藤井悠
106. 8月30日 - 杉原杏璃
107. 8月31日 - 伊藤れいこ
108. 9月3日 - 海下真夕
109. 9月4日 - 落合沙織
110. 9月5日 - 三原勇希
111. 9月6日 - 大木千晶
112. 9月7日 - 池田沙絵美
113. 9月10日 - 美少女イレブン（高橋杏奈・堤ゆきみ・緒方有里沙・望月かおり・新田まみ・内野未来・平山すみれ・相多愛・塚本舞・久保木果歩・小屋春菜）
114. 9月11日 - 森はるか
115. 9月12日 - 團遙香
116. 9月17日 - 神田咲実
117. 9月18日 - 尾崎ナナ
118. 9月19日 - 戸田れい
119. 9月20日 - 青山美郷
120. 9月21日 - 伊藤花菜
121. 9月24日 - 神坂美羽
122. 9月25日 - 石山蓮華
123. 9月26日 - 西崎莉麻
124. 9月27日 - 今野杏南
125. 9月28日 - 黒沢かずこ

## ネット局と放送時間
| 放送対象地域 | 放送局            | 放送時間                  | 開始日        | 遅れ       | 備考          |
| ------------ | ----------------- | ------------------------- | ------------- | ---------- | ------------- |
| 関東広域圏   | テレビ朝日        | 平日 24:15 - 24:20        | 2012年4月2日  | 制作局     |               |
| 山形県       | 山形テレビ        | 平日 24:15 - 24:20        | 2012年4月2日  | 同時ネット |               |
| 大分県       | 大分朝日放送      | 月曜 - 木曜 25:50 - 25:55 | 2012年4月16日 | 28日遅れ   |               |
| CS放送       | テレ朝チャンネル1 | 日曜 22:55 - 23:00        | 2013年8月4日  |            | 2回分ずつ放送 |